# Coupesarte

Coupesarte este o comună în departamentul Calvados, Franța. În 1 ianuarie 2018 avea o populație de 42 de locuitori.